# Јуџи Кишиоку
Јуџи Кишиоку (јап. 岸奥 裕二; 2. април 1954) бивши је јапански фудбалер.

## Каријера
Током каријере је играо за Nippon Steel.

## Репрезентација
За репрезентацију Јапана дебитовао је 1979. године. За тај тим је одиграо 10 утакмица и постигао 2 гола.

## Статистика
| Јапан  | Јапан   | Јапан  |
| Година | Наступи | Голови |
| ------ | ------- | ------ |
| 1979.  | 5       | 0      |
| 1980.  | 5       | 2      |
| Укупно | 10      | 2      |